# Pleurocybella
Pleurocybella là một chi nấm trong họ Marasmiaceae, thuộc bộ Agaricales.